# Cao Zhen (tafeltennisster)

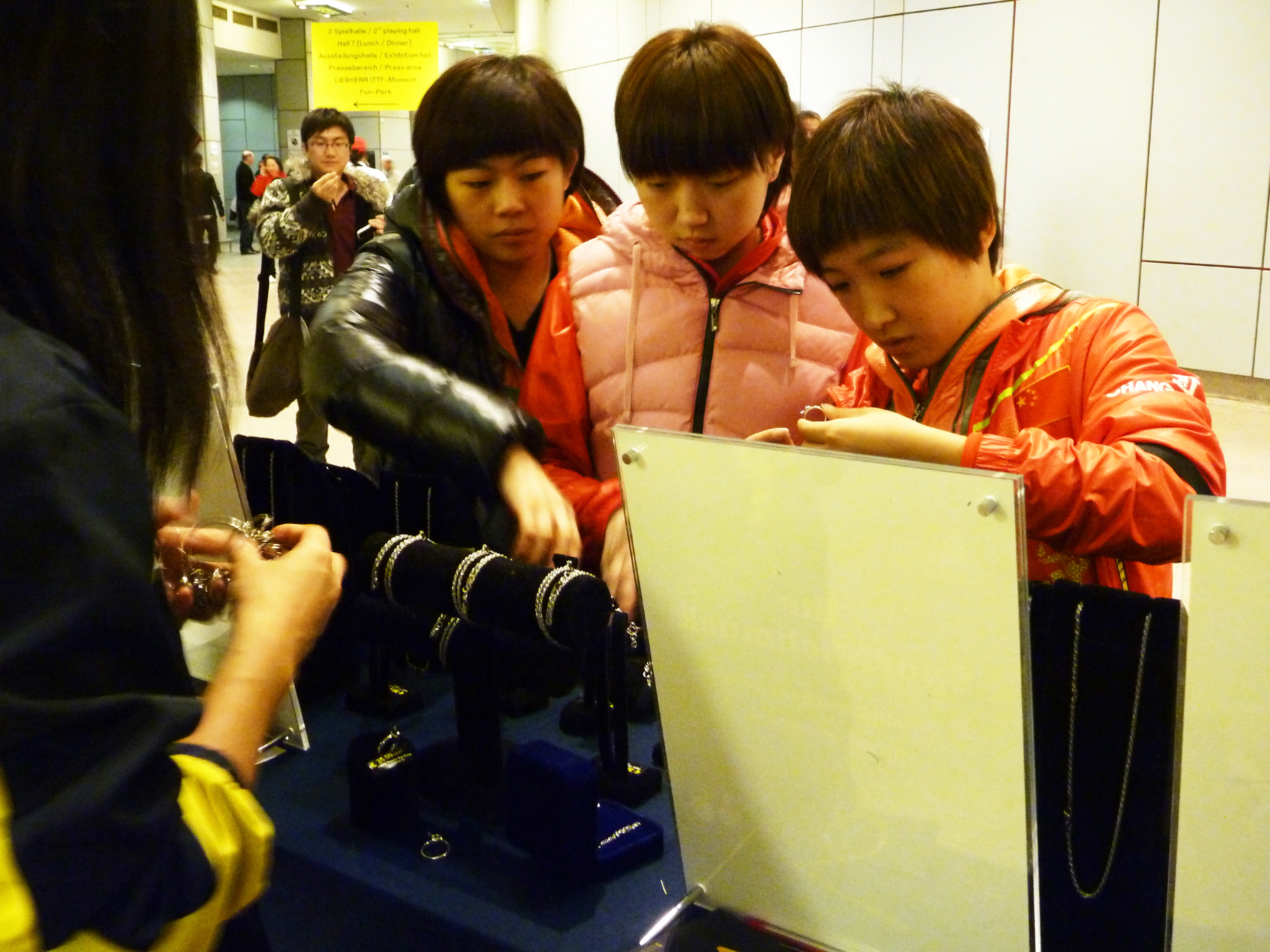
Cao Zhen (links) in 2012

Cao Zhen (Shandong, 8 januari 1987) is een Chinees professioneel tafeltennisspeelster. Ze werd samen met haar landgenoot Li Ping wereldkampioen gemengd dubbelspel 2009, nadat ze in zowel 2005 als 2007 in dezelfde discipline WK-brons won (beide met Qiu Yike). Coa Zhen won dezelfde titel opnieuw in 2011, ditmaal samen met Zhang Chao Sinds haar debuut op de ITTF Pro Tour in 2002 schreef ze daarop meerdere enkel- en dubbelspeltitels op haar naam.
Cao Zhen bereikte haar hoogste positie op de ITTF-wereldranglijst (voor het eerst) in januari 2005, toen ze daarop 18 stond.

## Sportieve loopbaan
Zhen maakte haar debuut in het internationale (senioren)circuit in 2003. Terwijl ze datzelfde jaar ook nog actief was op het WK voor junioren, won ze zowel het enkel- als dubbelspel van het Maleisië Open 2003, een toernooi op de ITTF Pro Tour. Een in het oog springende prestatie aangezien de Chinese destijds nog de nummer 336 van de wereld was. In de daaropvolgende jaren liet de Zhen haar naam bijschrijven op diverse lijsten van (voormalig) winnaars van Pro Tour-evenementen.
Nadat de Chinese zowel op het WK 2005 als 2007 samen met Qiu Yike brons won in het gemengd dubbelspel, trad ze in 2009 in deze discipline aan met Li Ping. Samen versloegen ze op weg naar de wereldtitel in totaal zeven andere duo's, waarbij ze nooit meer dan twee games per partij inleverden. In de finale versloegen Zhen en Ping hun landgenoten Zhang Jike en Mu Zi met 4-2. Twee jaar later verlengde Zhen haar titel, die ze deze keer samen met Zhang Chao won. In de finale was opnieuw Mu Zi het slachtoffer, die deze keer Hao Shuai aan haar zijde had.

## Erelijst
Belangrijkste resultaten:
- Wereldkampioen gemengd dubbelspel 2009 (met Li Ping) en 2011 (met Zhang Chao), brons in 2005 en 2007 (beide met Qiu Yike)
- Laatste zestien enkelspel wereldkampioenschappen 2006

ITTF Pro Tour:
Enkelspel:
- Winnares Maleisië Open 2003
- Winnares China Open 2004
- Winnares Duitsland Open 2005
- Winnares Zweden Open 2005
- Winnares Slovenië Open 2009
- Verliezend finaliste Oostenrijk Open 2004
- Verliezend finaliste Duitsland Open 2007

Dubbelspel:
- Winnares Maleisië Open 2003 (met Peng Luyang)
- Winnares China Open 2004 (met Li Xiaoxia)
- Winnares Oostenrijk Open 2004 (met Li Xiaoxia)
- Winnares Japan 2005 (Bai Yang)
- Winnares Slovenië Open 2009 (met Fan Ying)
- Verliezend finaliste Denemarken Open 2009 (met Fan Ying)